# Þorsteinn Halldórsson
Þorsteinn Halldórsson, född den 7 januari 1968 i Marseille, är en isländsk fotbollstränare, förbundskapten och före detta fotbollsspelare.

## Karriär
Þorsteinn Halldórsson inledde sin seniorkarriär i Knattspyrnufélag Reykjavíkur år 1986. Han har även spelat för bland annatFimleikafélag Hafnarfjarðar och Knattspyrnufélagið Þróttur. Han avslutade sin karriär som spelare i Handknattleiksfélag Kópavogs år 2000. Han representerade Islands landslag på både U19- och U-21-nivå. Hans tränarkarriär inleddes 2014 då han tog sig an Breiðablik Kópavogurs damlag. Sedan 2021 är han förbundskapten för det isländska damlandslaget.